# Wallace y Gromit: La venganza se sirve con plumas
Wallace y Gromit: La venganza se sirve con plumas (título original en inglés: Wallace & Gromit: Vengeance Most Fowl) es una película británica de comedia animada en stop motion de 2024 producida por Aardman Animations y dirigida por Nick Park y Merlin Crossingham. Esta es la sexta película de la serie de Wallace y Gromit, la primera desde Un asunto de pan o muerte (2008) y el segundo largometraje después de La maldición de las verduras  (2005), que sirve como secuela del cortometraje Los pantalones equivocados (1993).
La película se estrenó en el American Film Institute el 27 de octubre de 2024, en BBC One y BBC iPlayer el 25 de diciembre de 2024 en el Reino Unido, y se encuentra disponible en Netflix a nivel internacional desde el 3 de enero de 2025. Además recibió elogios universales de los críticos, obteniendo una calificación del 100 % en el sitio web del agregador de reseñas Rotten Tomatoes, y fue nominada en las categorías de largometraje de animación en los premios Óscar, Globo de Oro y Annie y ganó dicha categoría en los premios BAFTA. También ganó el premio BAFTA a la mejor película infantil y familiar, además de ser nominada a la mejor película británica en la misma ceremonia.

## Argumento
Wallace inventa un enano de jardín robótico, Norbot, y lo alquila para que trabaje en los jardines locales. Su perro, Gromit, se siente excluido y le preocupa la dependencia de Wallace de la tecnología. Molesto por la ruidosa recarga nocturna de Norbot, Gromit lo lleva al sótano y lo enchufa a un ordenador para que se cargue.
Feathers McGraw, un pingüino ladrón detenido por Wallace y Gromit tras robar el Diamante Azul del museo de la ciudad, es encarcelado en un zoo. Cuando oye hablar de Norbot en la televisión, piratea el ordenador de Wallace y lo reprograma para que le sirva y cree un ejército de gnomos. Mientras trabajan en las casas de la ciudad, los gnomos roban varios objetos. El inspector jefe Albert Mackintosh y su nuevo recluta, el agente Mukherjee, llegan a la conclusión de que Wallace es el responsable y confiscan la mayoría de sus inventos, pero no encuentran a los gnomos.
Gromit recupera el dispositivo de rastreo de gnomos de Wallace de la comisaría y sigue la pista de los gnomos hasta el zoo, donde descubre que han utilizado los objetos robados para construir un submarino para que Feathers escape por la red de alcantarillado. Feathers descubre a Gromit y hace que Norbot corte el árbol en el que se esconde. Los dos caen al suelo, y el golpe devuelve al enano a su configuración original, lo cual Norbot salva a Gromit por ser devorado por un león.
Gromit va al museo, donde el diamante se encuentra en exhibición, pero lo han cambiado por un nabo. Feathers McGraw escondió el verdadero diamante en la vieja tetera de Wallace cuando lo atraparon. Gromit vuelve a casa, pero él y Wallace son capturados por los gnomos. Feathers recupera el diamante de la tetera y encierra a Wallace y Gromit en un armario.
Wallace y Gromit utilizan un soplador de hojas para escapar con Norbot. Persiguen a Feathers por un canal en unas barcas estrechas mientras Mackintosh que ignora la huida de Feathers y Mukherjee, que aún cree en la inocencia de Wallace, les persiguen en bicicleta; una de las barcas resulta ser la de Mackintosh. Wallace inventa una máquina que lanza botas, también propiedad de Mackintosh, contra los gnomos, rearmándolos. Gromit salta a bordo de la barca de Feathers, pero cuando éste ve que la policía ha bloqueado el canal, se sale por un acueducto. Con la barca tambaleándose, Wallace convence a Gromit para que entregue a Feathers la bolsa que contiene el diamante. Este salta de la barca, que cae, pero Norbot y los otros gnomos rescatan a Gromit.
Feathers escapa a Yorkshire en tren, pero descubre que Gromit ha sustituido el diamante por un nabo. Mackintosh elogia a Mukherjee por confiar en sus instintos y se retira del cuerpo, pasándole la antorcha. Wallace vuelve a inventar, admitiendo que las máquinas no pueden sustituir el toque humano y Gromit acepta a Norbot en su casa.

## Reparto
- Ben Whitehead como Wallace, un inventor excéntrico del norte de Inglaterra. Esta es la primera actuación cinematográfica completa de Whitehead en el papel después de la muerte de Peter Sallis en 2017; anteriormente había prestado su voz al personaje en videojuegos y anuncios publicitarios desde 2008.
- Peter Kay como el inspector jefe Albert Mackintosh, exagente de policía que fue ascendido a inspector jefe. Kay repite el mismo papel que ya interpretó en Wallace & Gromit: The Curse of the Were-Rabbit.[8]
- Reece Shearsmith como Norbot, un gnomo inteligente inventado por Wallace diseñado para hacer trabajos domésticos, pero que desarrolla una mente propia.[9]
- Lauren Patel como la agente Mukherjee, la valiente joven protegida del inspector jefe Albert Mackintosh.[10]
- Diane Morgan como Onya Doorstep, reportera de noticias de Up North News.[11]
- Muzz Khan como Anton Deck, un presentador de noticias de Up North News; el nombre del personaje es un juego de palabras con el dúo de televisión inglés Ant & Dec.[12]

También aparecen otros personajes como Gromit, el valiente y muy inteligente beagle y mejor amigo de Wallace y Feathers McGraw, un pingüino y cerebro criminal, aunque sin diálogos. Además, Adjoa Andoh y Lenny Henry aparecen en papeles secundarios como el juez y el sr. Conveniencia.

## Producción
Durante la producción del largometraje Un asunto de pan o muerte (2008), Nick Park comentó públicamente sobre las dificultades de trabajar con DreamWorks Animation durante la producción de The Curse of the Were-Rabbit (2005), como las constantes notas de producción y las demandas de alterar el material para que resulte más atractivo para los niños estadounidenses. Esto lo desanimó a producir otro largometraje durante años, y Peter Lord señaló que Park prefería el «formato de media hora».
En enero de 2022 se anunció una nueva película de Wallace & Gromit, con Park y Merlin Crossingham como directores, a partir de un guion de Mark Burton, mientras que se anunció que Claire Jennings sería el encargado de producir la película.
La fábrica que producía Lewis Newplast, la arcilla de modelado utilizada por Aardman para modelar los personajes de sus películas, cerró en marzo de 2023; aunque este compró suficiente arcilla restante para cubrir la nueva película de Wallace y Gromit. El Daily Telegraph informó inicialmente que el estudio podría no ser capaz de producir nuevas películas después debido a la falta de arcilla, pero Aardman luego publicó un comunicado aclarando que encontraría un nuevo proveedor.
El 6 de junio de 2024 se confirmó que el título de la película sería Vengeance Most Fowl (La venganza se sirve con plumas), junto con la revelación de que Feathers McGraw, el antagonista de Wallace y Gromit: Los pantalones equivocados (1993), regresaría. En ese momento, se anunció que Richard Beek había reemplazado a Claire Jennings como productor.

## Música
Lorne Balfe fue el encargado de componer la banda sonora de la película, en reemplazo del compositor recurrente de la franquicia, Julian Nott. Balfe anteriormente proporcionó música adicional para la banda sonora de Nott en Wallace y Gromit: la maldición de las verduras (2005).

## Estreno
La película se estrenó mundialmente el día de clausura del Festival del American Film Institute (AFI) el 27 de octubre en el Grauman's Chinese Theatre de Hollywood, Los Ángeles, con un estreno limitado en cines programado para el 18 de diciembre de 2024. La película se emitió en el Reino Unido en BBC One el 25 de diciembre de 2024 y se estrenó fuera del Reino Unido en Netflix el 3 de enero de 2025. Para promocionar la película, la BBC también encargó tres identificaciones navideñas con temas de Wallace y Gromit para BBC One, que se emitieron durante la temporada navideña.
El filme fue visto por 9,38 millones de espectadores en la BBC One el día de Navidad. Fue la segunda emisión más vista en el Reino Unido desde 2022, después del especial navideño de Gavin & Stacey, que también se emitió ese día. Después de una semana, esa cifra aumentó a 16,29 millones. Park dijo que la película no sería la última película de Wallace & Gromit, y que «siempre hay ideas que vale la pena discutir».

## Recepción

### Crítica
En el sitio web de recopilación de reseñas Rotten Tomatoes, el 100 % de las 43 reseñas de los críticos son positivas, con una calificación promedio de 8,4/10. El consenso del sitio web dice: «Reconfortante como el queso y las galletas, con un toque suave de tecnología moderna espolvoreado por encima, Vengeance Most Fowl revive a esta adorable pareja con todo su encanto intacto». Metacritic, que utiliza un promedio ponderado , le asignó a la película una puntuación de 83 sobre 100, basada en 30 críticos, lo que indica «aclamación universal».
En un artículo publicado en The Guardian, Stuart Heritage la calificó de «regreso triunfal». En su opinión, la película «termina sufriendo un poco, en parte debido a una duración prolongada que la hace menos densa en chistes e inventiva de lo que estamos acostumbrados. También es un poco demasiado hablada, lo que priva a la pareja del atractivo internacional que tenían cuando sus diálogos eran sobrios». En el Irish Independent, Vicky Jessop elogió la trama secundaria y el tono.

### Premios y nominaciones
| Premios                                                           | Categoría                                             | Nominado(s)                                                                | Resultado | Ref.          |
| ----------------------------------------------------------------- | ----------------------------------------------------- | -------------------------------------------------------------------------- | --------- | ------------- |
| Premios de Música de Hollywood de Medios de Comunicación          | Mejor banda sonora original – Película de animación   | Lorne Balfe y Julian Nott                                                  | Nominada  | [ 38 ]        |
| Premios Astra                                                     | Mejor largometraje de animación                       | Wallace & Gromit: Vengeance Most Fowl                                      | Nominada  | [ 39 ]        |
| Asociación de Críticos de Cine de Washington D. C.                | Mejor largometraje de animación                       | Wallace & Gromit: Vengeance Most Fowl                                      | Nominada  | [ 40 ]        |
| Sociedad de Críticos de Cine de San Diego                         | Mejor película de animación                           | Wallace & Gromit: Vengeance Most Fowl                                      | Nominada  | [ 41 ]        |
| Asociación de Críticos de Cine de Chicago                         | Mejor película de animación                           | Wallace & Gromit: Vengeance Most Fowl                                      | Nominada  | [ 42 ]        |
| Asociación de Críticos de Cine de Chicago                         | Mejor película de animación                           | Wallace & Gromit: Vengeance Most Fowl                                      | Nominada  | [ 43 ]        |
| Asociación de Críticos de Cine de San Luis                        | Mejor largometraje de animación                       | Wallace & Gromit: Vengeance Most Fowl                                      | Nominada  | [ 44 ]        |
| Círculo de Críticos de Cine del Área de la Bahía de San Francisco | Mejor largometraje de animación                       | Wallace & Gromit: Vengeance Most Fowl                                      | Nominada  | [ 45 ]        |
| Críticos de Cine de Nueva York en Línea                           | Mejor animación                                       | Wallace & Gromit: Vengeance Most Fowl                                      | Nominada  | [ 46 ]        |
| Sociedad de Críticos de Cine de Seattle                           | Mejor película de animación                           | Wallace & Gromit: Vengeance Most Fowl                                      | Nominada  | [ 47 ]        |
| Premios Globo de Oro                                              | Mejor largometraje de animación                       | Wallace & Gromit: Vengeance Most Fowl                                      | Nominada  | [ 48 ]        |
| Asociación de Críticos de Cine de Austin                          | Mejor película de animación                           | Wallace & Gromit: Vengeance Most Fowl                                      | Nominada  | [ 49 ]        |
| Premios de la Crítica Cinematográfica                             | Mejor película de animación                           | Wallace & Gromit: Vengeance Most Fowl                                      | Nominada  | [ 50 ]        |
| American Cinema Editors Awards                                    | Mejor montaje para película animada                   | Dan Hembery                                                                | Pendiente | [ 51 ]        |
| Premios Satellite                                                 | Mejor película o corto animado                        | Wallace & Gromit: Vengeance Most Fowl                                      | Ganadora  | [ 52 ] [ 53 ] |
| Alianza de Mujeres Periodistas de Cine                            | Mejor película de animación                           | Wallace & Gromit: Vengeance Most Fowl                                      | Nominada  | [ 54 ]        |
| Premios Annie                                                     | Mejor película animada                                | Wallace & Gromit: Vengeance Most Fowl                                      | Nominada  | [ 55 ]        |
| Premios Annie                                                     | Mejores efectos animados en una película animada      | Howard Jones, Rich Spence, Deborah Jane Price, Jon Biggins y Kirstie Deane | Nominada  | [ 55 ]        |
| Premios Annie                                                     | Mejor animación de personajes en una película animada | Carmen Bromfield Mason                                                     | Nominada  | [ 55 ]        |
| Premios Annie                                                     | Mejor dirección en una película animada               | Nick Park y Merlin Crossingham                                             | Nominada  | [ 55 ]        |
| Premios Annie                                                     | Mejor edición en una película animada                 | Dan Hembery                                                                | Nominada  | [ 55 ]        |
| Premios Annie                                                     | Mejor música en una película animada                  | Lorne Balfe y Julian Nott                                                  | Nominada  | [ 55 ]        |
| Premios Annie                                                     | Mejor diseño de producción en una película animada    | Matt Perry, Darren Dubicki, Richard Edmunds, Matt Sanders y Gavin Lines    | Nominada  | [ 55 ]        |
| Premios BAFTA                                                     | Mejor película animada                                | Nick Park, Merlin Crossingham y Richard Beek                               | Ganadora  | [ 56 ] [ 57 ] |
| Premios BAFTA                                                     | Mejor película británica                              | Nick Park, Merlin Crossingham y Richard Beek                               | Nominada  | [ 56 ] [ 57 ] |
| Premios BAFTA                                                     | Mejor película infantil y familiar                    | Nick Park, Merlin Crossingham, Richard Beek y Mark Burton                  | Ganadora  | [ 56 ] [ 57 ] |
| Premios Óscar                                                     | Mejor película de animación                           | Nick Park, Merlin Crossingham y Richard Beek                               | Nominada  | [ 58 ]        |

## Futuro
Tras el estreno de la película, el creador Nick Park confirmó que no sería el final de la serie. En declaraciones a la BBC, dijo: «Ciertamente no es el final, creo que todavía tienen mucho margen de maniobra. Seguiremos adelante. Siempre hay ideas que vale la pena analizar». El director Merlin Crossingham añadió: «Pero dennos un minuto, ¡tardan un poco en hacerse!»